# Tipula (Lunatipula) zimini
Tipula (Lunatipula) zimini is een tweevleugelige uit de familie langpootmuggen (Tipulidae). De soort komt voor in het Palearctisch gebied.